# Vřesník
Vřesník település Csehországban, a Jičíni járásban. Vřesník Borek, Lázně Bělohrad, Pecka és Tetín településekkel határos. Lakosainak száma 101 fő (2024. január 1.).

## Népesség
A település lakosságának változását az alábbi diagram mutatja:
| Lakosok száma | 212  | 248  | 213  | 123  | 117  | 86   | 87   | 88   | 99   | 101  |
|               | 1869 | 1900 | 1921 | 1961 | 1980 | 2011 | 2016 | 2019 | 2021 | 2024 |